# Extremofília

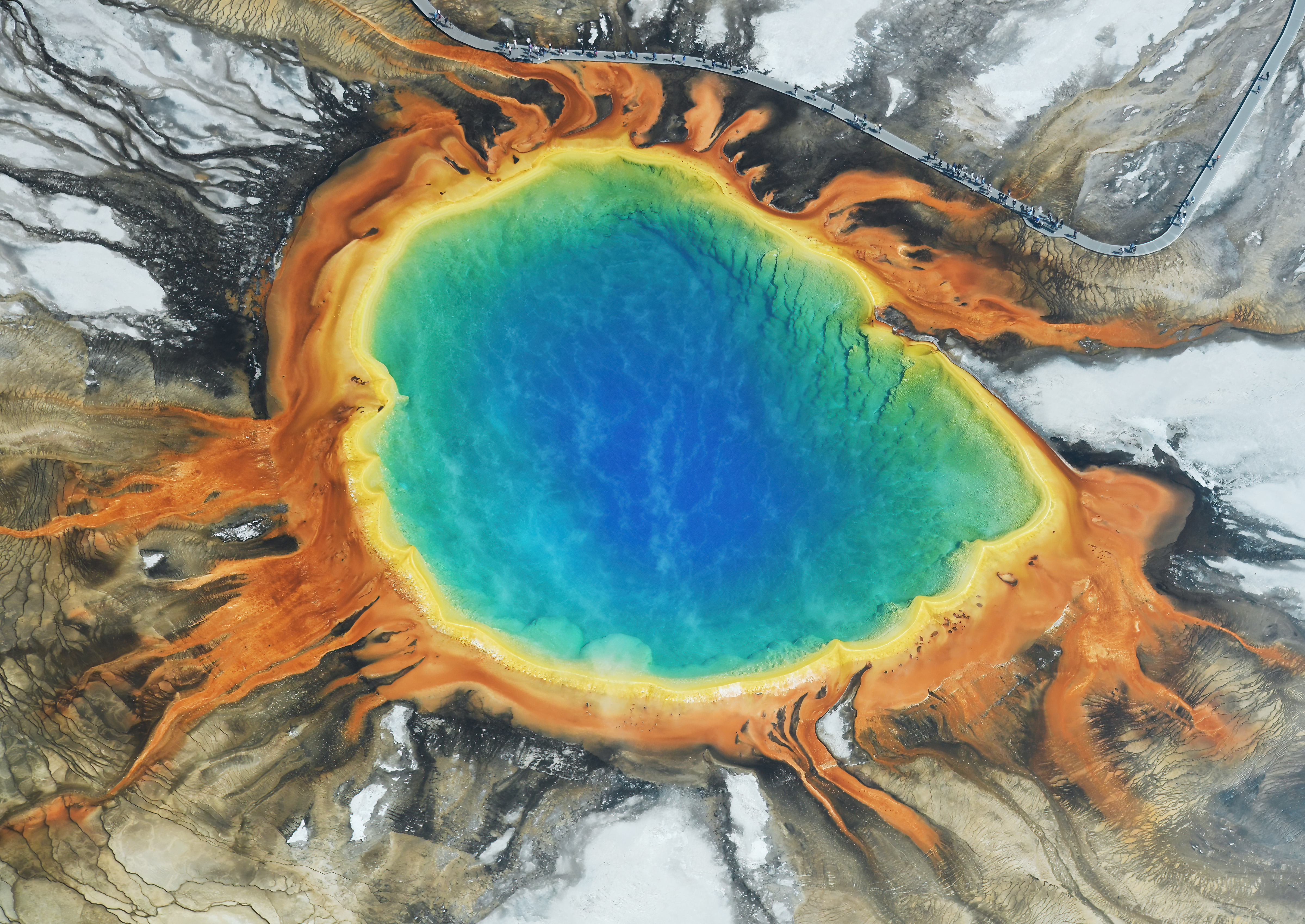
Els termòfils són un tipus d'extremòfils, que produeixen alguns dels colors brillants del Grand Prismatic Spring, al Parc Nacional de Yellowstone

Un extremòfil és un organisme, normalment unicel·lular, que viu o necessita viure en condicions extremes, que serien excessives per a les condicions òptimes de vida, creixement i reproducció de la majoria d'organismes.
La majoria d'éssers extremòfils són microbis, i no tots són unicel·lulars, ja que també s'hi poden incloure insectes i crustacis.

## Tipus d'extremòfils
Hi ha molts tipus d'extremòfils segons les diferències del seu medi de vida respecte de la majoria d'organismes terrestres. Aquestes categories no són exclusives, ja que hi ha extremòfils que se'n poden incloure en més d'una; per exemple, els organismes que viuen dins de roques ardents a les profunditats de la terra poden ser tant termòfils com baròfils.
- Acidòfil: organisme que viu de manera òptima a nivells de pH inferiors o iguals a 3.
- Alcalinòfil: organisme que viu de manera òptima en nivells de pH superiors o iguals a 9.
- Baròfil: organisme que viu en medis caracteritzats per l'alta pressió.
- Endòfils: organismes que viuen en les cavitats microscòpiques entre les roques. Aquest terme també fa referència als organismes que viuen en esquerdes, aqüífers plens d'aigua subterrània, en la zona més profunda.
- Halòfil: organisme que requereix com a mínim 22 M de sal, NaCl, per créixer.
- Hipertermòfil: organisme que pot sobreviure a temperatures d'entre 80 i 121 °C, com els trobats en sistemes hidrotermals.
- Hipòfil: organisme que viu dins de roques de deserts glaçats.
- Litoautòtrof: Un litoautòtrof és un organisme que obté energia de reaccions de compostos reduïts d'origen mineral. Dos tipus de litoautòtrofs es distingeixen per la seva font d'energia: Els fotolitoautòtrofs obtenen la seva energia de la llum mentre que els quimiolitoautòtrofs obtenen la seva energia de reaccions químiques.
- Metanotolerant: organisme capaç de tolerar alts nivells de metalls pesants dissolts en solucions, com cadmi, arsènic i zinc.
- Oligòtrof: Organisme amb capacitat per a viure en medis amb pocs nutrients.
- Osmòfil: organisme capacitat per a créixer en medis amb grans pressió osmòtica, com ara altes concentracions de sucre.
- Piezòfil: organisme que viu de manera òptima a nivells d'alta pressió hidroestàtica. Cal tenir en compte també els baròfils, freqüents a grans profunditats de la terra i en falles oceàniques.
- Poliextremòfil: organisme extremòfil que pot ser catalogat en més d'una categoria.
- Psicròfil/criòfil: organisme que creix en temperatures iguals o inferiors a 15 °C. Comú en sòls freds, gel polar, aigua freda oceànica i zones de gel permanent.

- Radoresistent: organisme que resisteix alts nivells de radiacions ionitzants, com radiació ultraviolada i radiacions nuclears.
- Termòfil: organisme que pot viure en temperatures d'entre 60 i 80 °C.
- Xeròfil: organisme que pot viure en situacions de sequera extrema, en condicions de dessecació. Aquests tipus d'extremòfils poden trobar-se, per exemple, en el sòl del desert d'Atacama.

## Extremòfils i l'astrobiologia
L'astrobiologia és la branca de la biologia que estudia l'origen, l'evolució, la natura i el futur de la vida a la Terra i a l'univers. Per això, ecòlegs microbians, astrònoms, científics planetaris, geoquímics, filòsofs i exploradors espacials cooperen per buscar vida en altres planetes.
Els astrobiòlegs estan particularment interessats a estudiar els extremòfils, perquè n'hi ha que viuen en ambients semblants als que hi ha en altres planetes o satèl·lits. Per exemple, Mart té regions profundes amb gel permanent on podrien viure comunitats d'organismes endolítics. En la capa d'aigua marina que se suposa que hi ha sota el gel que cobreix Europa, un dels satèl·lits de Júpiter, hi podria haver vida, especialment si hi hagués sistemes hidrotermals submarins.